# Abdel Fattah Badawi
Pour les articles homonymes, voir Badawi.
Mohamed Abdel Fattah Badawi (arabe : محمد عبدالفتاح بدوي) (né le 24 mai 1935 au Port Saïd en Égypte et mort le 6 décembre 2007 à Alexandrie) est un joueur de football international égyptien, qui évoluait au poste de milieu de terrain.
Il joue de la fin des années 1950 à la fin des années 1960. Il dispute avec la sélection égyptienne la Coupe d'Afrique des nations 1962 et les Jeux olympiques 1964.

## Biographie

### Carrière en sélection
Abdel Fattah Badawi participe à la Coupe d'Afrique des nations en 1962 et aux Jeux olympiques 1964.